# Zygaeninae
Sous-famille
Genres de rang inférieur
- Zygaena

La sous-famille des Zygaeninae regroupe des insectes lépidoptères (papillons) de la famille des Zygaenidae.
Les Zygaeninae contiennent plusieurs genres dont Zygaena Fabricius, 1775. 